# Verucchio
Verucchio is een gemeente in de Italiaanse provincie Rimini (regio Emilia-Romagna) en telt 9365 inwoners (31-12-2004). De oppervlakte bedraagt 27,1 km², de bevolkingsdichtheid is 318 inwoners per km². Het ligt circa 18 km van Rimini.
De volgende frazioni maken deel uit van de gemeente: Villa Verucchio, Ponte Verucchio, Pieve Corenata.

## Bezienswaardigheden
- Rocca Malatestiana (Malatesta kasteel, 12de-16de eeuw, bekend als Rocca del Sasso). Het is geboorteplaats van Malatesta da Verucchio. In 1449 Sigismondo Pandolfo Malatesta breidde het uit.
- Archeologisch museum
- Rocca del Passerello
- Chiesa Collegiata di San Martino, kerk uit 1863 van Tondini
- Pieve Romanica di Sant'Antonio, Romaans-Gotisch uit 990
- Franciscan Convent kerk (circa 1215)

## Geografie
Verucchio grenst aan de volgende gemeenten: Poggio Berni, Rimini, San Leo (PU), Santarcangelo di Romagna, Sassofeltrio (PU), Torriana. Het ligt dicht bij het staatje San Marino.

## Verkeer en vervoer
Verucchio is bereikbaar vanaf Rimini via de E45, A14 en de lokale weg SS 258. Lokale bussen (Agenzia Mobilità).

## Externe link

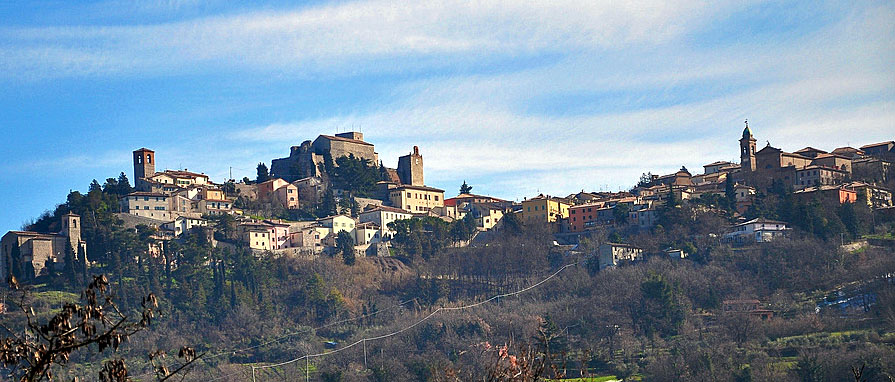
Panorama Verucchio